# StarCraft II: Wings of Liberty
StarCraft II is een real-time strategy computerspel ontwikkeld door Blizzard Entertainment. StarCraft II is het vervolg op het populaire StarCraft. Het werd op 19 mei 2007 aangekondigd op de Blizzard Worldwide Invitational in Seoel, Zuid-Korea. StarCraft II werd op 27 juli 2010 uitgebracht voor Windows (Windows XP, Windows Vista, Windows 7) en Mac OS X. Het spel werd 1,5 miljoen keer verkocht in de eerste 48 uur.
Het spel zal in drie delen worden uitgegeven: Wings of Liberty (Terran), Heart of the Swarm (Zerg) en Legacy of the Void (Protoss). StarCraft II: Wings of Liberty vormt de basis en Heart of the Swarm en Legacy of the Void zijn twee uitbreidingspakketten. Elk van de drie legt de nadruk op een speelbaar ras in het spel.

## Gameplay
Het spel bevat de drie rassen uit het oorspronkelijke spel: de Protoss, de Terran en de Zerg. Blizzard heeft aangekondigd dat dit de enige rassen in het spel zullen zijn. De replay-functie is sterk verbeterd en Blizzard heeft aangekondigd StarCraft II-wedstrijden uit te zenden in de Verenigde Staten. Het spel legt meer de nadruk op het multiplayer-gedeelte dan StarCraft door veranderingen in onder andere Battle.net, een nieuwe manier om een tegenstander te vinden en een nieuw systeem voor de ranglijst. Daarnaast heeft Blizzard aangegeven te luisteren naar de feedback van de fans om zo het spel te verbeteren.
Net zoals de voorganger gebruikt het spel Full Motion Video voor het vertellen van het verhaal tussen de levels. Daarnaast worden ingame animaties gebruikt ter ondersteuning van het verhaal. In de Terran-campagne is de briefing room van StarCraft vervangen door een interactieve omgeving in het ruimteschip Hyperion onder leiding van Jim Raynor. Deze campagne is niet-lineair waardoor de spelers het op verschillende manieren kunnen doorlopen maar het eindresultaat is telkens hetzelfde om voor een consistente verhaallijn te zorgen.
Het spel bevat ongeveer hetzelfde aantal eenheden als het originele spel; sommige eenheden zijn aangepast of ze hebben extra upgrades gekregen. Daarnaast is er meer interactie mogelijk met de omgeving: bepaalde eenheden kunnen zich voortbewegen over terrein met hoogteverschillen en andere kunnen een korte afstand teleporteren. Sommige Protoss-eenheden kunnen vrijwel direct ingezet worden in een gevecht met behulp van een Warp Gate.

## Verhaal
De gebeurtenissen in StarCraft II spelen zich vier jaar na StarCraft: Brood War af. De helden van het originele spel keren terug, zoals Zeratul, Sarah Kerrigan en Jim Raynor. Werelden uit het originele spel zijn speelbaar, zoals Char en Braxis, evenals nieuwe werelden, zoals de jungle-planeet Bel'Shir. De Xel'Naga en de Terran Dominion zitten ook in het spel.

## Ontwikkeling
De ontwikkeling van het spel begon in 2003, vlak nadat Warcraft III: The Frozen Throne uitgebracht was. De ontwikkeling van StarCraft II werd in 2005 voor een jaar grotendeels stilgelegd om de ontwerpers en grafische artiesten te laten werken aan World of Warcraft. Voor StarCraft II werd een nieuwe game engine ontwikkeld. Eind 2005/begin 2006 of eind 2006 had men een werkend multiplayer-gedeelte. Op BlizzCon 2007 was het mogelijk via multiplayer te spelen met Protoss en Terran. In 2008 werd bekend dat StarCraft II in drie delen uitgegeven zou worden. Blizzard kondigde aan dat het spel in 2009 uitgebracht zou worden, maar de datum werd later verschoven naar 2010. De lange ontwikkeltijd van het spel zorgde ervoor dat StarCraft II de eerste plaats bereikte in de lijst Vaporware 2009 van de website Wired.
Het StarCraft II-project draagt de codenaam Medusa.

### Bèta
Aanvankelijk zou het testen van het spel met een bètaversie plaatsvinden in de zomer van 2009. Het was sinds 9 mei 2009 mogelijk voor spelers om zich in te schrijven hiervoor. Men kon een applicatie downloaden waarmee de specificaties van de computer verzameld werden. Deze gegevens worden gebruikt om het spel op een grote verscheidenheid van systemen getest te laten worden. De bèta zou ook in 2009 verschijnen maar dit werd uiteindelijk 2010. Het uitstellen van StarCraft II van 2009 naar 2010 werd veroorzaakt door de ontwikkeling van het online-platform Battle.net.
De bètaversie werd aangekondigd in februari 2010 tijdens de conferentie van Blizzard en werd live uitgezonden via internet. De bèta-test ging van start op 15 februari 2010 en zou naar verluidt 4 tot 6 maanden duren. Bèta-sleutels werden via waves uitgebracht en geïnteresseerden konden via een 'opt-in' in hun Battle.net-account proberen een bèta-sleutel te bemachtigen. Ook werden bèta-sleutels uitgedeeld op de conferenties BlizzCon en Worldwide Invitational. De eerste wave bestond uit ongeveer 5000 uitnodigingen, de tweede wave een stuk meer maar dit betrof hoofdzakelijk bezoekers van Blizzcon 2008-2009. Deze bèta-sleutels werden gratis weggegeven maar door het beperkte aantal deelnemers werden de bèta-sleutels ook verkocht op eBay voor hoge bedragen ($400). Een vergelijkbare situatie ontstond tijdens de bèta-test van een uitbreidingspakket van World of Warcraft waarbij de prijzen opliepen tot $1000.

## Technische kenmerken
StarCraft II ondersteunt DirectX 9 (Pixel Shader 2.0) en de ontwikkelaars overwegen DirectX 10 ook toe te voegen. De Mac-versie maakt gebruikt van OpenGL. Het spel maakt ook gebruik van de Havok physics engine en het bevat verbeterde 3D graphics. Het spel zal geen ondersteuning bevatten om via een LAN te spelen. Het doel hiervan is het promoten van Battle.net en het tegengaan van illegale kopieën.
Elke speler van StarCraft II heeft een eigen profiel op Battle.net waarin alle speelgegevens worden opgeslagen, zoals het aantal keer gewonnen/verloren, de vorderingen in een campagne en de lijst met spelers waarmee men bevriend is. StarCraft II bevat ook een matchmaking-service waarmee spelers met dezelfde speelvaardigheden aan elkaar gekoppeld worden voor een wedstrijd tegen elkaar, vergelijkbaar met de matchmaking-service in Quake Live. Spelers kunnen er ook voor kiezen om een Real ID te gebruiken met hun echte naam en dit profiel kan gebruikt worden op Battle.net en andere spellen van Blizzard Entertainment, zoals World of Warcraft en toekomstige spellen. In mei 2010 werd bekend dat het platform Battle.net geïntegreerd zou worden met de sociale netwerksite Facebook. Hierdoor kunnen spelers gebruikmaken van Facebook om personen toe te voegen aan hun spelerslijst in StarCraft II.
StarCraft II bevat de StarCraft II Marketplace waarmee nieuwe maps en campagnes verspreid kunnen worden die gemaakt zijn met de meegeleverde leveleditor Galaxy Editor. In StarCraft II kunnen ook mods uitgewisseld worden evenals extra content die voor deze mods gemaakt wordt. In de StarCraft II Marketplace is het mogelijk de maps, campagnes en mods te bekijken, beoordelen en van commentaar te voorzien. Spelers kunnen ook voor content betalen als de makers dat verlangen.

## Personages
Hier staat een lijst van personages in StarCraft II met hun stemacteurs:
De voice director van StarCraft II is Andread Romano.

### Hoofdpersonages
- James Eugene "Jim" Raynor  (ingesproken door Robert Clotworthy) - Raynor is een voormalige maarschalk die nu een rebellenleider is die een revolutie tegen de dictator Arcturus Mengsk voert.
- Tychus J. Findlay (ingesproken door Neil Kaplan) - Findlay is een marine en een oude vriend van Jim Raynor.
- Sarah Kerrigan (ingesproken door Tricia Helfer) - Kerrigan was een ghost die werkte voor de Sons of Korhal, maar ze werd achtergelaten op de planeet Tarsonis, waarna ze de Queen of Blades werd.
- Zeratul (ingesproken door Fred Tatasciore) - Zeratul is een oude protoss van de Nerazim of Dark Templar. Hij is een mysterieus personage dat anderen waarschuwt over een groot gevaar.
- Arcturus Mengsk (ingesproken door James Harper) - Arcturus is de leider van de Dominion. Hij is een machtshongere dictator.

### Overige personages
- Matt Horner
- Mira Han
- Ariel Hanson
- Graven Hill
- Milo Kachinsky
- Kate Lockwell
- Orlan
- Nova Terra
- Egon Stetmann
- Rory Swann
- Annabelle Thatcher
- Gabriel Tosh
- Horace Warfield
- Nyon
- Selendis
- Emil Narud

## Competitie
Sinds het verschijnen van StarCraft: Brood War wordt dit spel vaak gespeeld in e-sport-competities, vooral in Zuid-Korea. Het ontbreken van ondersteuning voor LAN maakt het onzeker of StarCraft II hetzelfde kan bereiken op competitief gebied. Ook bemoeilijken de gebruikersvoorwaarden van Blizzard Entertainment het competitief spelen van StarCraft II:
The Battle.net Terms of Use state that it is a violation of the agreement—and an infringement of Blizzard’s copyright in the underlying game—to “use the Service for any ‘e-sports’ or group competition sponsored, promoted or facilitated by any commercial or non-profit entity without Blizzard’s prior written consent”.
Blizzard Entertainment heeft ook besloten niet langer samen te werken met de Korean e-Sports Players Association (KeSPA). Blizzard Entertainment werkt sinds eind mei 2010 samen met Gretech-GomTV dat de exclusieve rechten heeft gekregen om competities en tournamenten van Blizzard-computerspellen uit te zenden in Korea.

## Ontvangst
StarCraft II: Wings of Liberty werd goed ontvangen door critici met een score van
95% op Gamespot en Tweakers.net., 93% op Metacritic en 92.51% op GameRankings.